# Lomaptera samuelsoni
Lomaptera samuelsoni är en skalbaggsart som beskrevs av Rigout 1997. Lomaptera samuelsoni ingår i släktet Lomaptera och familjen Cetoniidae. Inga underarter finns listade i Catalogue of Life.